# 圣佩德罗帕尔米切斯
圣佩德罗帕尔米切斯，是西班牙卡斯蒂利亚-拉曼恰昆卡省的一个市镇。总面积20平方公里，总人口110人（2001年），人口密度6人/平方公里。